# Timasjovsk
Timasjovsk (Russisch: Тимашёвск) is een Russische stad in kraj Krasnodar gelegen aan de Kirpili, een zijrivier de Koeban.
In 1794 ontstond aan de Kirpili een Kozakken nederzetting Timasjovski. De naam komt van de Saporoger Kozakken. Vanaf 1861 werd het een niet-Kozakse landbouwnederzetting. In de Tweede Wereldoorlog werd het in 1943 door de Duitsers bezet en bij hun aftocht platgebrand. In 1966 werd het een stad. Timasjovsk is een industriestad met meerdere fabrieken gericht op verpakkingsmiddelen, asfalt en levensmiddelen.

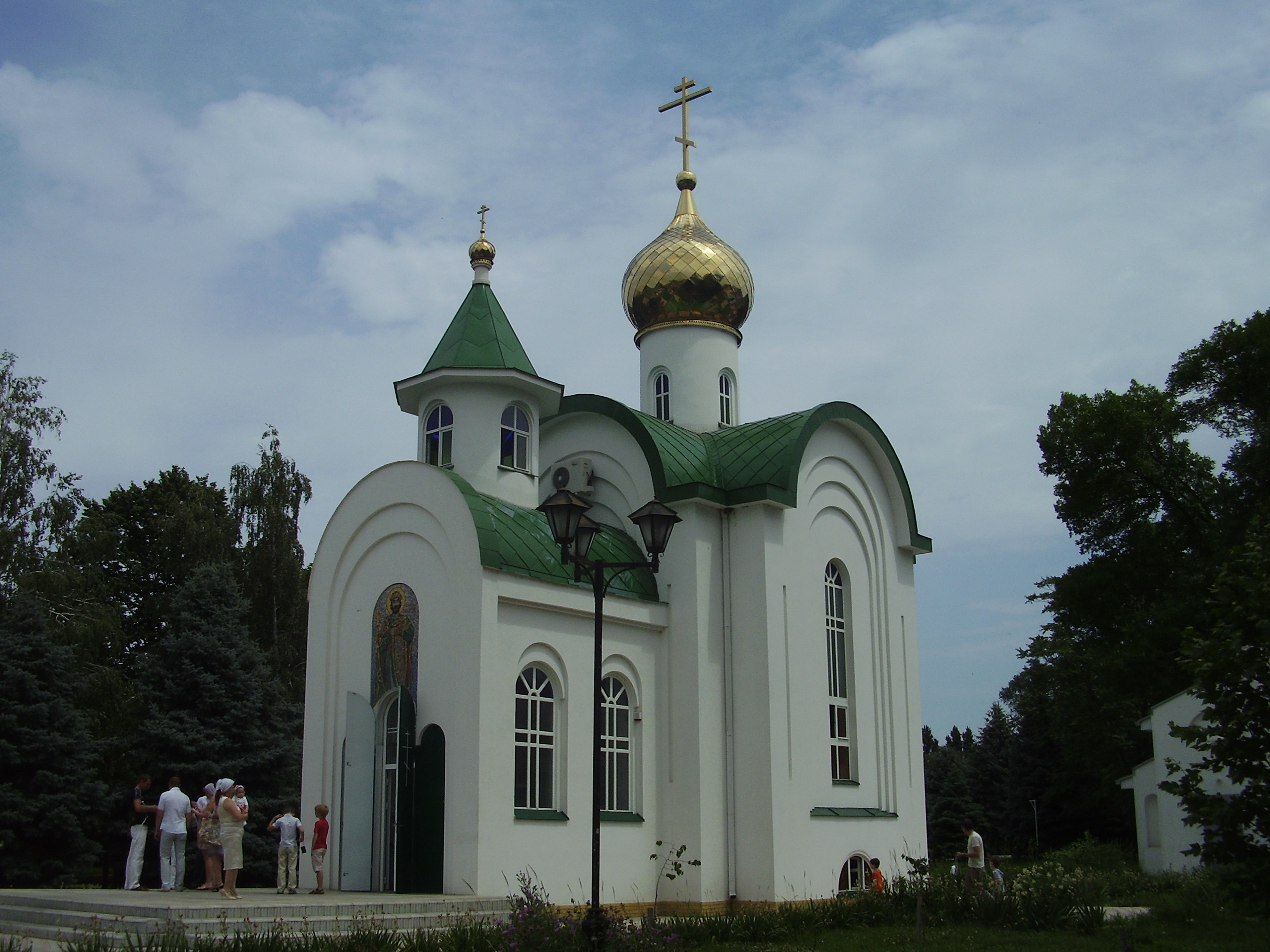
Kerk in Timasjovsk

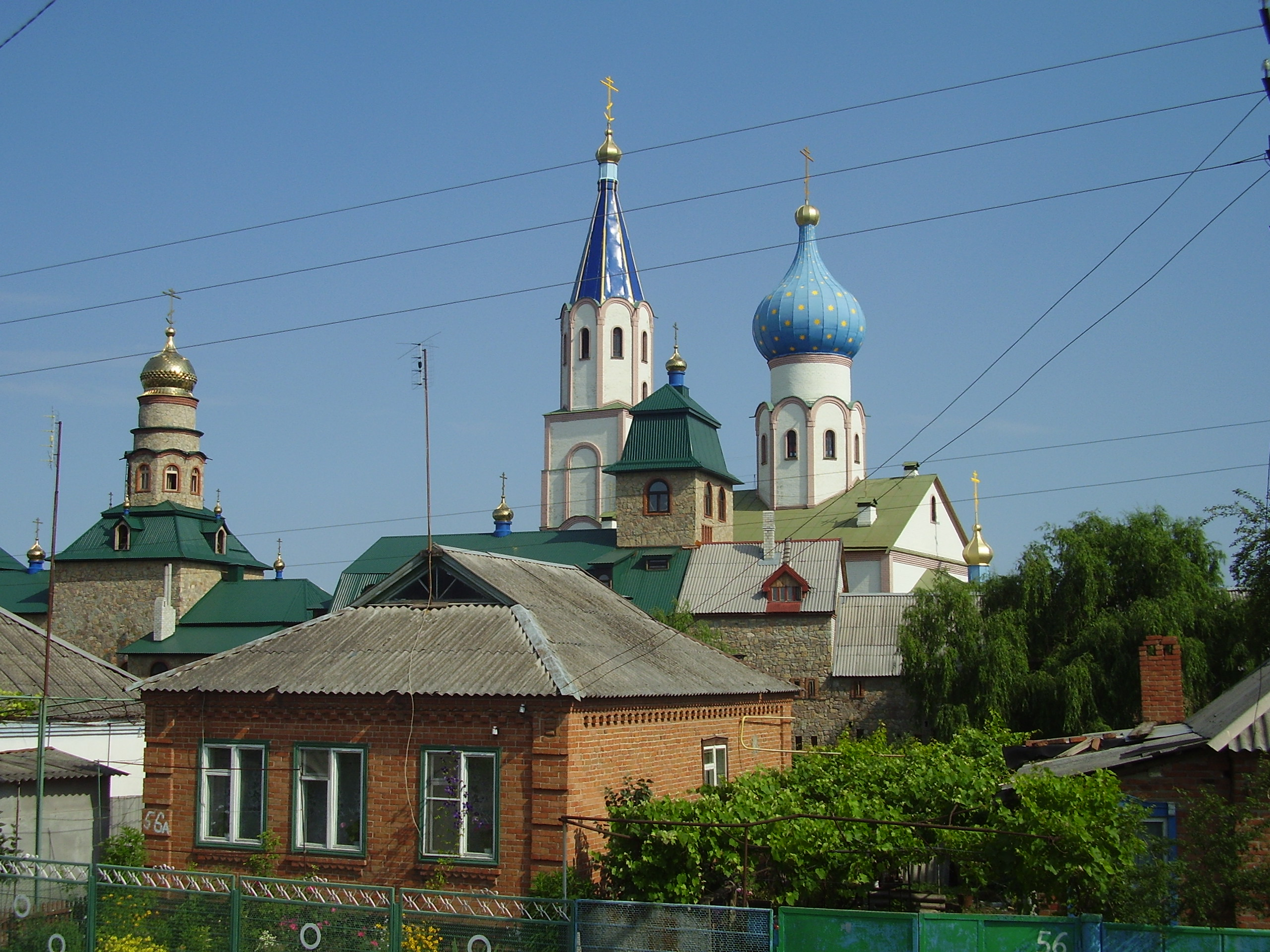
Uitzicht op het klooster

Bestuurlijk centrum: Krasnodar

Steden: Abinsk · Anapa · Apsjeronsk · Armavir · Beloretsjensk · Chadyzjensk · Gelendzjik · Goelkevitsji · Gorjatsji Kljoetsj · Jejsk · Koerganinsk · Korenovsk · Kropotkin · Krymsk · Labinsk · Novokoebansk · Novorossiejsk · Oest-Labinsk · Primorsko-Achtarsk · Slavjansk aan de Koeban · Sotsji · Temrjoek · Tichoretsk · Timasjovsk · Toeapse

Districten: Abinski · Anapski · Apsjeronski · Beloglinski · Beloretsjenski · Brjoekchovetski · Dinskoj · Goelkevitsjski · Jejski · Kalininski · Kanevskoj · Kavkazski · Koerganinski · Koesjtsjovski · Korenovski · Krasnoarmejski · Krylovski · Krymski · Labinski · Leningradski · Mostovski · Novokoebanski · Novopokrovski · Oespenski · Oest-Labinski · Otradnenski · Pavlovski · Primorsko-Achtarski · Severski · Sjtsjerbinovski · Slavjanski · Starominski · Tbilisski · Temrjoekski · Tichoretski · Timasjovski · Toeapsinski · Vyselkovski